# Гурін Василь Іванович
Васи́ль Іва́нович Гу́рін (18 березня 1939, Первомайське — 10 вересня 2018, Київ) — український живописець і педагог; член Спілки радянських художників України з 1968 року (голова її Київської організації у 1997—2005 роках), дійсний член Національної академії мистецтв України з 1997 року. Батько живописця Володимира Гуріна.

## Біографія
Народився 18 березня 1939 року в селі Джурчах (нині селище Первомайське Курманського району, Автономна Республіка Крим). Протягом 1954—1959 років навчався у Сімферопольському художньому училищі; у 1959—1965 роках — у Київському художньому інституті; у 1966—1968 роках — у творчих майстернях Академії мистецтв СРСР у Києві. Його вчителями були Микола Писанко, Олександр Сиротенко Василь Забашта, Карпо Трохименко, Леонід Чичкан, Ілля Штільман, Сергій Григор'єв.
З 1969 року працював викладачем у Київському художньому інституті, з 1987 року — професор, з 1989 року — завідувач кафедри живопису і композиції, з 1993 року — керівник навчально-творчої майстерні станкового живопису.
Мешкав у Києві в будинку на Брест-Литовському проспекті, № 2, квартира № 57 та у будинку на Бастіонному провулку, № 9, квартира № 42. Помер у Києві 10 вересня 2018 року. Похований у Києві на Звіринецькому кладовищі.

## Творчість
Працював у галузі станкового живопису, автор тематичних картин, портретів, натюрмортів, пейзажів. Серед робіт:
- «Весна» (1965);
- «Перша весна» (1966);
- «Перед виступом» (1967);
- «У рідному домі» (1968);
- «Повернення» (1968);
- автопортрет «У ЦУМі» (1969);
- «На Волзі. Рік 1919» (1969);
- «Мій час» (1970);
- «Час» (1970);
- «Моя мати» (1971);
- «До колгоспу» (1971);
- «Мій сон. Батько» (1972);
- «Матері чекають. Роки 1945, 1946…» (1974);
- «Квіти Вам, переможці» (1976);
- «Будівельники Північно-Кримського каналу» (1976);
- «А льон цвіте…» (1977);
- «Весна. 1944» (1977);
- «Війна» (1978);
- «Я повернусь» (1978);
- «Портрет сина» (1979);
- «Осінній танок» (1980);
- «Повернення» (1980);
- «Крик чайок» (1981);
- «Ярославна» (1982);
- «Київський пейзаж» (1982);
- триптих «Пам'ять» (1984—1985);
- «Осінь» (1988);
- «Шість червоних гвоздик» (1988);
- «Низький уклін Вам, мамо» (1988);
- «Седнів. Зима» (1990);
- «Відлуння минулого» (1991);
- «Мамині вареники» (1991);
- «Людина із зони» (1991);
- серія «Чорнобиль»[5]:
  - «Врятуй і помилуй» (1992);
  - «Знак біди» (1993);
  - «У чорному квадраті» (1996);
- «Чорне сонце. 1933» (1993);
- «Низький уклін Вам, мамо» (1994);
- «Джерело. Марія Приймаченко» (1995);
- «Тиша над Козинкою» (1997);
- «Святковий натюрморт» (1997);
- «Наше дитинство» (1998);
- «Зимова поезія» (1998);
- «Осінній романс» (1998);
- «Осінній натюрморт» (1998);
- «Наше дитинство» (1999);
- «Відлуння минулого» (1999);
- «Світ Марії» (2000);
- «Відпочинок» (2001);
- «Тиша над Козинкою» (2001);
- «Моя Козинка» (2001);
- «Останнє фото» (2002);
- «Ранок» (2003);
- «За нашу Перемогу» (2005).

Брав участь у всесоюзних виставках з 1965 року, республіканських — з 1966 року. Персональні виставки відбулися протягом 1999—2000 років у Сімферополі, Миколаєві, Херсоні, Черкасах, Івано-Франківську, Чернівцях, Ужгороді, Києві.
Роботи зберігаються в Національному художньому музеї України, Сімферопольському, Краматорському, Чернігівському, Дніпровському, Кадіївському художніх музеях, в Дирекції художніх виставок України, Музеї історії Києва, галереях та приватних колекціях України та за її межами.

## Відзнаки
- Заслужений художник Української РСР з 1976 року[6];
- Заслужений діяч мистецтв УРСР з 1985 року[7];
- Народний художник України з 1992 року;
- Орден «За заслуги» III ступеня (1998)[8].

## У мистецтві
Графічний портрет художника у 1980 році виконала українська художниця Тетяна Яблонська.